# Faustball-Europameisterschaft der Frauen 2007
Die 9. Faustball-Europameisterschaft der Frauen fand 2007 in Salzburg (Österreich) gleichzeitig mit der Europameisterschaft 2007 für U21-Mannschaften statt. Österreich war zum vierten Mal Ausrichter der Faustball-Europameisterschaft der Frauen.

## Vorrunde
Spielergebnisse
| 17.08.2007 | Österreich  | – | Schweiz     | 1:2 | (20:11, 15:20, 17:20) |
| 17.08.2007 | Deutschland | – | Italien     | 2:0 | (20:7, 20:6)          |
| 17.08.2007 | Österreich  | – | Italien     | 2:0 | (20:11, 20:8)         |
| 17.08.2007 | Schweiz     | – | Deutschland | 0:2 | (18:20, 15:20)        |
| 17.08.2007 | Österreich  | – | Deutschland | 0:2 | (14:20, 11:20)        |
| 17.08.2007 | Schweiz     | – | Italien     | 2:0 | (20:13, 20:12)        |

## Halbfinale
Der Sieger der Vorrunde war direkt für das Finale qualifiziert, der Zweite und der Dritte spielten im Halbfinale um den Finaleinzug.
| 18.08.2007 | Schweiz | – | Österreich | 2:1 | (20:17, 18:20, 20:13) |

## Finalspiele
| Spiel um Platz 3 | Spiel um Platz 3 | Spiel um Platz 3 | Spiel um Platz 3 | Spiel um Platz 3 | Spiel um Platz 3 | Spiel um Platz 3 |
| ---------------- | ---------------- | ---------------- | ---------------- | ---------------- | ---------------- | ---------------- |
| 18.08.2007       | Österreich       | –                | Italien          | 2:0              | (20:12, 20:6)    |                  |
| Finale           |                  |                  |                  |                  |                  |                  |
| 18.08.2007       | Deutschland      | –                | Schweiz          | 2:0              | (20:8, 20:9)     |                  |

## Platzierungen
| Rang | Land        |
| ---- | ----------- |
| 1.   | Deutschland |
| 2.   | Schweiz     |
| 3.   | Österreich  |
| 4.   | Italien     |